# Koproporfirinogén III
A koproporfirinogén III számos élő szervezeteknek fontos anyag, például a hemoglobin és a klorofill szintézisében metabolikus köztitermék. Színtelen szilárd anyag.
Porfirinogén hexahidroporfinmaghoz kapcsolódó oldalláncokkal. A koproporfirinogének külső hidrogénatomjait 4 metil- (CH3) és 4 propionsavcsoport (CH2CH2COOH) helyettesíti. A koproporfirinogén I-ben ezek sorrendje MP-MP-MP-MP, a koproporfirinogén III-ban MP-MP-MP-PM.

## Bioszintézis és metabolizmus

### Állatokban
A fő porfinbioszintézis-útban a koproporfirinogén III uroporfirinogén III-ból jön létre az uroporfirinogén III-dekarboxiláz révén:

Koproporfirinogén III bioszintézise uroporfirinogén III-ból

Ez 4 dekarboxilációt okoz, így a 4 ecetsavcsoport (CH2COOH) metilcsoporttá alakul, és 4 szén-dioxid-molekula keletkezik.
A koproporfirinogén III ezenkívül a koproporfirinogén III-oxidáz szubsztrátja, mely azt protoporfirinogén IX-cé oxidálja és dekarboxilálja.

### Baktériumokban
A Desulfovibrio vulgaris aminolevulinsavval és d3-metil-l-metioninnal többek közt a 2. és 7. szénatomon deuterált metilcsoportokat tartalmazó szirohidroklorint, koproporfirin III-at és protoporfirin IX-et állít elő. Ezek alapján hembioszintézise feltehetően az uroporfirinogén III C-2 és C-7 atomjainak metilációjával kezdődik, prekorrin-2-t alkotva, majd annak C- és D-gyűrűn lévő acetátcsoportjait dekarboxilezi 12,18-didekarboxiprekorrin-2-t adva, ezt acetát-eliminázzal koproporfirinogén III-má alakítja, ezt protoporfirinogén IX-cé, majd protoporfirin IX-cé oxidálja. E folyamatban a prekorrin-2 C- és D-gyűrűin lévő acetátcsoport-dekarboxilációt az A- és B-gyűrűk acetátcsoportjainak eliminációja követi, létrehozva a koproporfirinogén III-at. A végtermék protoporfirin IX-et a D. vulgaris Fe2+-vel kelatálja. Bár a Bacillus licheniformisban is megjelenik a szirohidroklorin, esetében a koproporfirinogén III uroporfirinogén III-ból jön létre uroporfirinogén III-dekarboxilázzal, szemben a prekorrin-2-vel.
A fotoszintetikus Chlorobium vibrioforme és Rhodobacter capsulatus protoporfirinogén-szintézise is anaerob, mely nem igényli az l-metioninból származó metilcsoportok tetrapirrolokba helyezését. Nem ismert, mikor váltotta fel e reakcióutat az egyenzimes folyamat.
Koproporfirinogén III-at metabolizál a Rhodopseudomonas spheroides is vassó és oxidálható szubsztrát jelenlétében.

## Előállítás
A koproporfirinogén III előállítható koproporfirin III nátriumamalgámos redukciójával.

## Fordítás
Ez a szócikk részben vagy egészben  a   Coproporphyrinogen III című angol Wikipédia-szócikk ezen változatának fordításán alapul.  Az eredeti cikk szerkesztőit annak laptörténete sorolja fel. Ez a jelzés csupán a megfogalmazás eredetét és a szerzői jogokat jelzi, nem szolgál a cikkben szereplő információk forrásmegjelöléseként.